# 守德市
守德市（越南语：／），又作首德市，是越南胡志明市下辖的一个中央直辖市辖市。

## 地理
守德市北接平阳省顺安市、以安市和同奈省边和市，南接同奈省仁泽县，东接同奈省隆城县，西接第十二郡、平盛郡和第一郡，西南接第四郡和第七郡。

## 历史
1976年5月20日，西贡-嘉定市革命人民委员会将第九郡并入守德县；守德县下辖守德市镇、安庆社、安富社、平征社、合平社、灵春社、隆平社、隆福社、隆盛美社、隆长社、富有社、福平社、福隆社、三平社、增仁富社、盛美利社、首添社1市镇16社，其中安庆社、首添社2社属原第九郡。
1976年7月2日，越南正式统一，西贡-嘉定市更名为胡志明市。守德县随之划归胡志明市管辖。
1979年2月17日，三平社析置三富社和灵东社，守德市镇部分区域划归灵东社管辖；增仁富社析置合福社和新富社，增仁富社部分区域划归福隆社管辖；灵春社析置灵中社，守德市镇部分区域划归灵春社管辖，灵中社部分区域划归守德市镇管辖；守德市镇部分区域划归福隆社管辖，福隆社部分区域划归守德市镇管辖；合平社分设为合平福社和合平正社。
1997年1月6日，守德县分设为守德郡、第二郡和第九郡3郡；以灵东社、灵中社、灵春社、三平社、三富社、合平福社、合平正社、守德市镇1市镇7社和合富社部分区域、新富社部分区域、福隆社部分区域析置守德郡，灵东社改制为灵东坊，合平正社改制为合平正坊，合平福社改制为合平福坊，三富社改制为三富坊，灵春社改制为灵春坊，守德市镇析置灵沼坊，福隆社部分区域和守德市镇部分区域合并为长寿坊，三平社分设为平沼坊、平寿坊和三平坊，守德市镇和灵中社析置灵西坊，灵中社剩余区域、新富社部分区域和合富社部分区域合并为灵中坊；以安富社、安庆社、首添社、平征社、盛美利社5社析置第二郡，安富社分设为安富坊和草田坊，安庆社分设为安庆坊、平庆坊和平安坊，首添社分设为首添坊和安利东坊，平征社分设为平征东坊和平征西坊，盛美利社分设为吉来坊和盛美利坊；以隆平社、隆盛美社、增仁富社、隆福社、隆长社、富有社、福平社7社和新富社剩余区域、福隆社剩余区域、合富社部分区域、平征社部分区域析置第九郡，福隆社部分区域析置福隆A坊、福隆B坊，增仁富社、新富社部分区域和隆盛美社析置增仁富A坊，增仁富社析置增仁富B坊，隆长社析置隆长坊、长盛坊，福平社和福隆社析置福平坊，新富社部分区域和隆盛美社析置新富坊，合富社剩余区域和新富社剩余区域合并为合富坊，隆盛美社改制为隆盛美坊，隆平社改制为隆平坊，隆福社改制为隆福坊，富有社和平征社部分区域、安富社部分区域合并为富有坊。
2020年12月9日，守德郡、第二郡和第九郡合并为守德市，安庆坊并入首添坊，平安坊和平庆坊合并为新的安庆坊。

## 行政区划
守德市下辖34坊。
- 安庆坊（Phường An Khánh）
- 安利东坊（Phường An Lợi Đông）
- 安富坊（Phường An Phú）
- 平沼坊（Phường Bình Chiểu）
- 平寿坊（Phường Bình Thọ）
- 平征东坊（Phường Bình Trưng Đông）
- 平征西坊（Phường Bình Trưng Tây）
- 吉来坊（Phường Cát Lái）
- 合平正坊（Phường Hiệp Bình Chánh）
- 合平福坊（Phường Hiệp Bình Phước）
- 合富坊（Phường Hiệp Phú）
- 灵沼坊（Phường Linh Chiểu）
- 灵东坊（Phường Linh Đông）
- 灵西坊（Phường Linh Tây）
- 灵中坊（Phường Linh Trung）
- 灵春坊（Phường Linh Xuân）
- 隆平坊（Phường Long Bình）
- 隆福坊（Phường Long Phước）
- 隆盛美坊（Phường Long Thạnh Mỹ）
- 隆长坊（Phường Long Trường）
- 富有坊（Phường Phú Hữu）
- 福平坊（Phường Phước Bình）
- 福隆A坊（Phường Phước Long A）
- 福隆B坊（Phường Phước Long B）
- 三平坊（Phường Tam Bình）
- 三富坊（Phường Tam Phú）
- 新富坊（Phường Tân Phú）
- 增仁富A坊（Phường Tăng Nhơn Phú A）
- 增仁富B坊（Phường Tăng Nhơn Phú B）
- 盛美利坊（Phường Thạnh Mỹ Lợi）
- 草田坊（Phường Thảo Điền）
- 首添坊（Phường Thủ Thiêm）
- 长寿坊（Phường Trường Thọ）
- 长盛坊（Phường Trường Thạnh）

市人民委员会位于盛美利坊。

## 交通
- 越南鐵路
  - 南北線：平挑站
- 胡志明市都市鐵路
  - 1號線
    - 草田站 - 安富站 - 瀝隻站 - 福隆站 - 平太站 - 守德站 - 高科技園區站 - 國家大學站